# フランドレンシス大公国
フランドレンシス大公国(フランドレンシスたいこうこく、オランダ語:Groothertogdom Flandrensis)は、南極の一部の領有を主張するミクロネーション。2008年にベルギー人のNiels Vermeerschにより建国された。フランドレンシスはいずれの国や地域からも承認されておらず、また国家承認されようという意志もない。

## 歴史
フランドレンシス大公国は2008年9月4日に建国され、中世のフランドル伯領(オランダ語:Pagus Flandrensis)の影響を受けている。建国者は趣味のミクロネーションであると認めている一方で、独自の身分証明書や通貨、新聞、憲法、国歌を持っている。APPF(海賊党)、DRP(王党派)、NPF(ナショナリズム)、FDUP(統一党)、FL-AL(連帯)、Lijst Govaert(自由主義)、L&S(共和主義)といった政党があり、年に一度選挙が行われることから、政治のシミュレーションにもなっている。ニューカッスル大学のAlastair Bonnett教授は、フランドレンシスについて若年者が意思決定をするようになった市議会に影響を受けたミクロネーションの一例であると評している。また、建国者はフランドレンシスは文化的組織でもあるとしている。2012年には、異なる28の国籍からなる128名の市民により構成されていた。インターネット以外ではフランドレンシスの活動はルーセラーレ周辺地域に限定されている が、大使館は西フランドル地方のLangemarkという町にある。またオランダ語圏のミクロネーションのみからなるコモンウェルスを持つ。この連合体にはフランドレンシスの他に、Arkel公国、Campinia公国が含まれる。フランドレンシスはKrant van West-VlaanderenやRoeselareテレビといった地方メディアで取り上げられてきた。Polination 2012 (2012年7月14日、ロンドンにて開催された第2回ミクロネーション国際会議)  に参加後、Het Nieuwsblad、Het Belang van Limburg、Gazet van Antwerpenといったベルギー紙がヨーロッパのミクロネーション報道の一部としてフランドレンシスについての記事を書くと、注目を集めるようになった。フランドレンシスは地元メディアにより選挙報道がなされる数少ないミクロネーションの一つである。2014年には、ベルギーのÉénチャンネルのTVショー『Normale Mensen』に取り上げられた。2015年にはペルージャで開かれた第3回ミクロネーション国際会議にも参加した。

## 領土
建国者によればフランドレンシスは氷融解についての意識向上を目的とした環境保護主義の試みとされる。フランドレンシスは領有権を主張する土地へ訪問しようとする意志を持たない。 フランドレンシスは領有権の主張について国際社会に声明を出しており、その領土内に国民を居住させようとしない世界で唯一の国であると主張している。南極条約(1959年)のとある解釈を根拠として、西南極沿岸の5つの島（サイプル島、チェリー島、メイハー島、プランケ島、カーニー島）の領有を主張している。Niels Vermeerschはこの主張を知らせるために、国際連合、欧州連合および南極条約の承認国へ信書を送ったが、全ての国はこの主張を黙殺した。この主張が原因で、2010年には同じくミクロネーションの西アークティカ大公国との外交的対立が勃発し、結果として南極ミクロネーション連合(AMU)を設立することとなった。この外交的対立の収束についてはオランダの雑誌『Columbus』 、クロアチアのニュースサイト『Telegram』 、フランスの書籍『Les Micronations』で述べられている。2010年にはロシアのオンライン新聞のChastny Korrespondent (英: Private Corresepondent)紙は南極のミクロネーションについての記事を発信し、フランドレンシスを南極大陸で最も「印象深い」ミクロネーションの一つであるとした。

## 国の象徴
フランドレンシスの国旗は1830年の初代ベルギー国旗に影響を受けている。初期のベルギー国旗にあった黄色の帯を、新しい始まりを象徴する白色に置き換えている。同様に、フランデレンの獅子を基にして、紋章には2匹のライオンも描かれている。

ベルギー国旗(1830年)
フランドル地方の紋章

## 貴族制
2015年にベルギー人作家Julien Oeuilletは偽貴族と詐欺を主題とした"Le business des vanités: enquête sur les arnaques à la noblesse"というタイトルの本を出版した。本の中ではハット・リバー公国、 アラウカニア・パタゴニア王国、フランドレンシスといったいくつかのミクロネーションが言及されていた。著者はミクロネーションであるフランドレンシスについて、爵位を得るためのユーモアのある代替手段であるとしている。しかし、フランドレンシスにおける爵位は、貴族制度を作ろうという野心からではなく、単に中世風の特徴を持っていることにより存在する。ミクロネーション・コミュニティ外では建国者も「国民」もそれらの爵位を用いることはないが、これらはベルギーの爵位ではなく、フランドレンシスの爵位であることから、法に基づく本物の爵位であるとされる。またフランドレンシスでは如何なる爵位も販売していない。

## メディア掲載写真

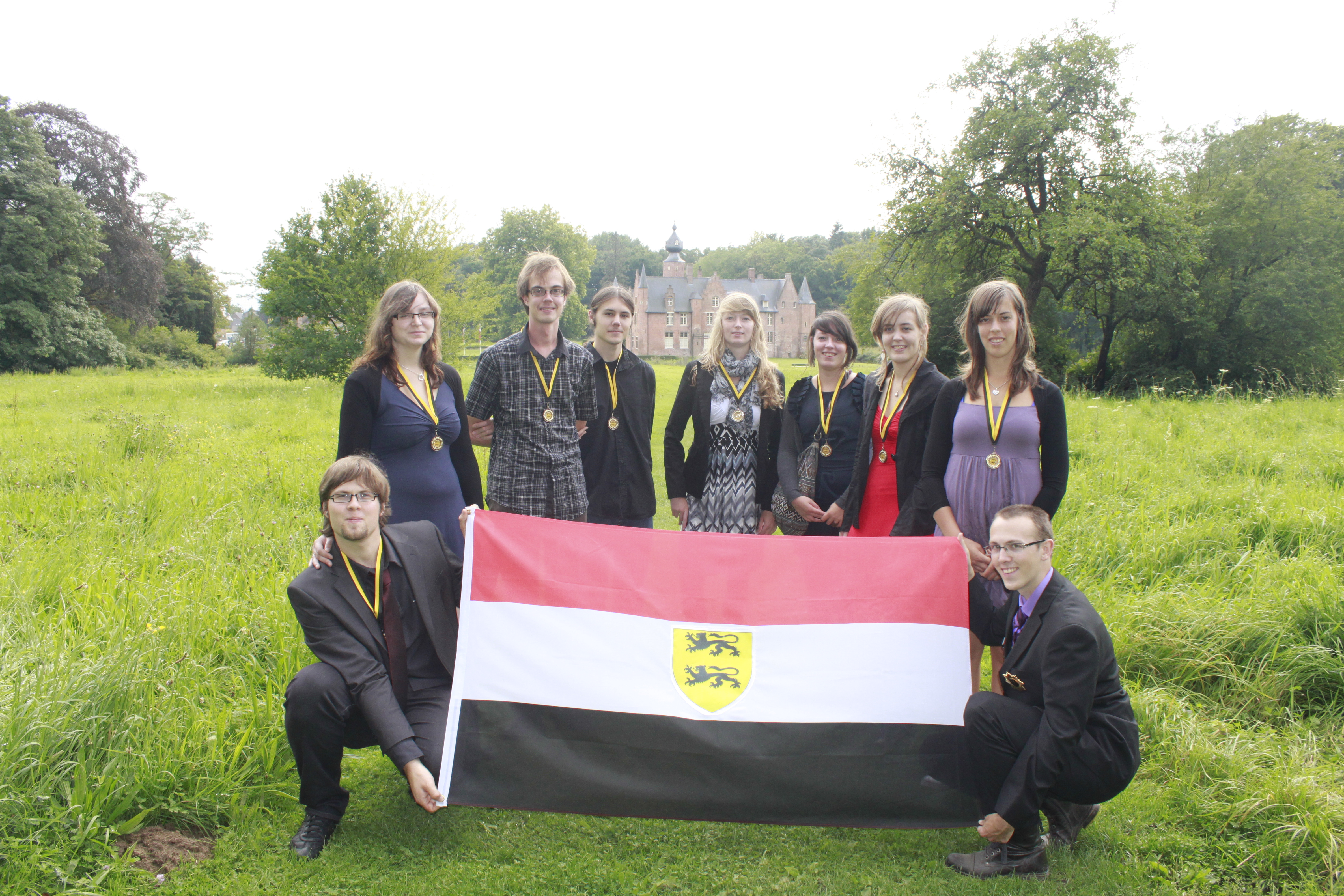
フランドレンシスの議員ら(2011年)
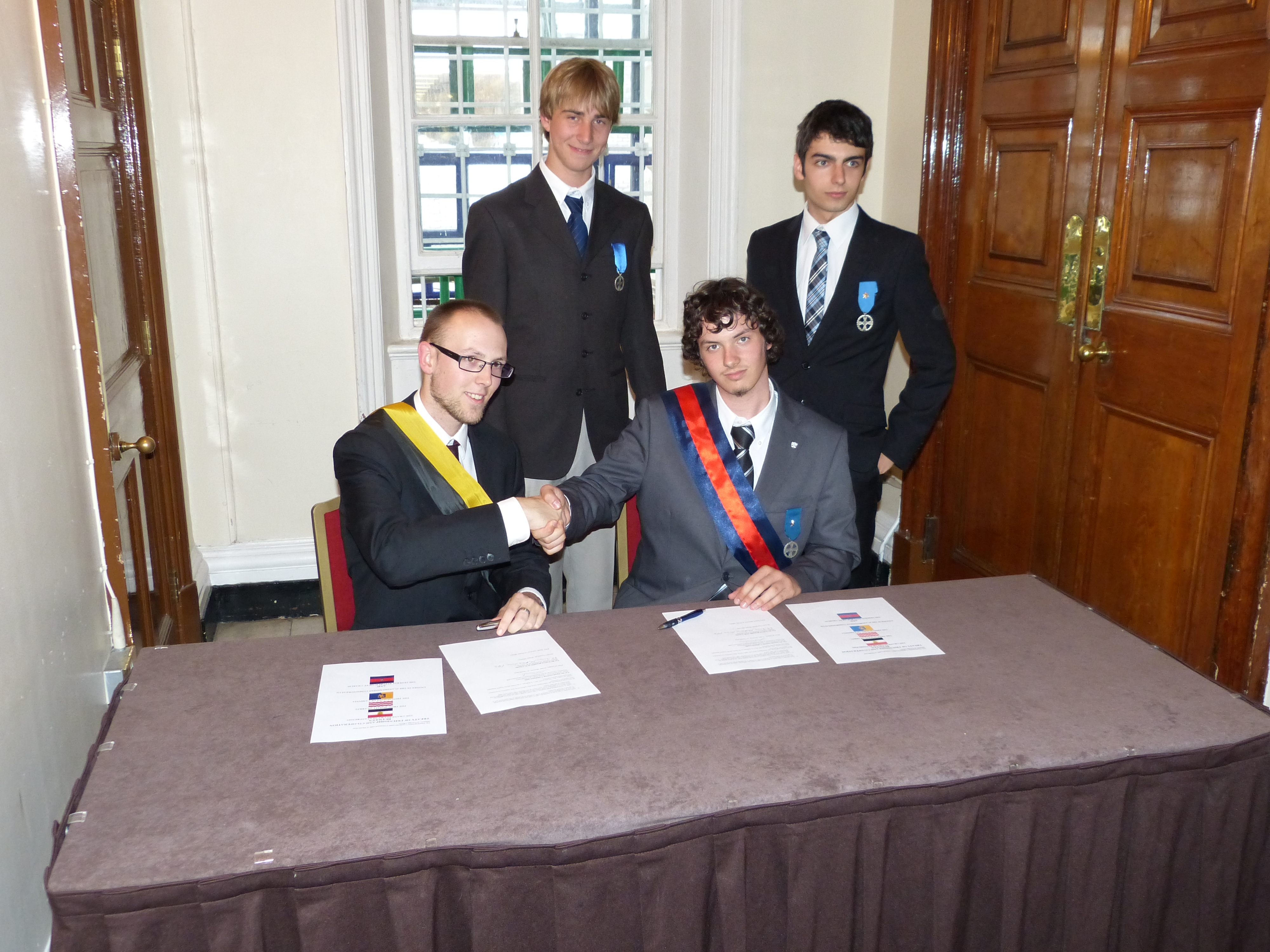
2012年7月15日、ロンドンのPolination Micronational Conferenceにおける、ミクロネーションである聖チャーリー共和国(イタリア)-フランドレンシス大公国間の条約調印
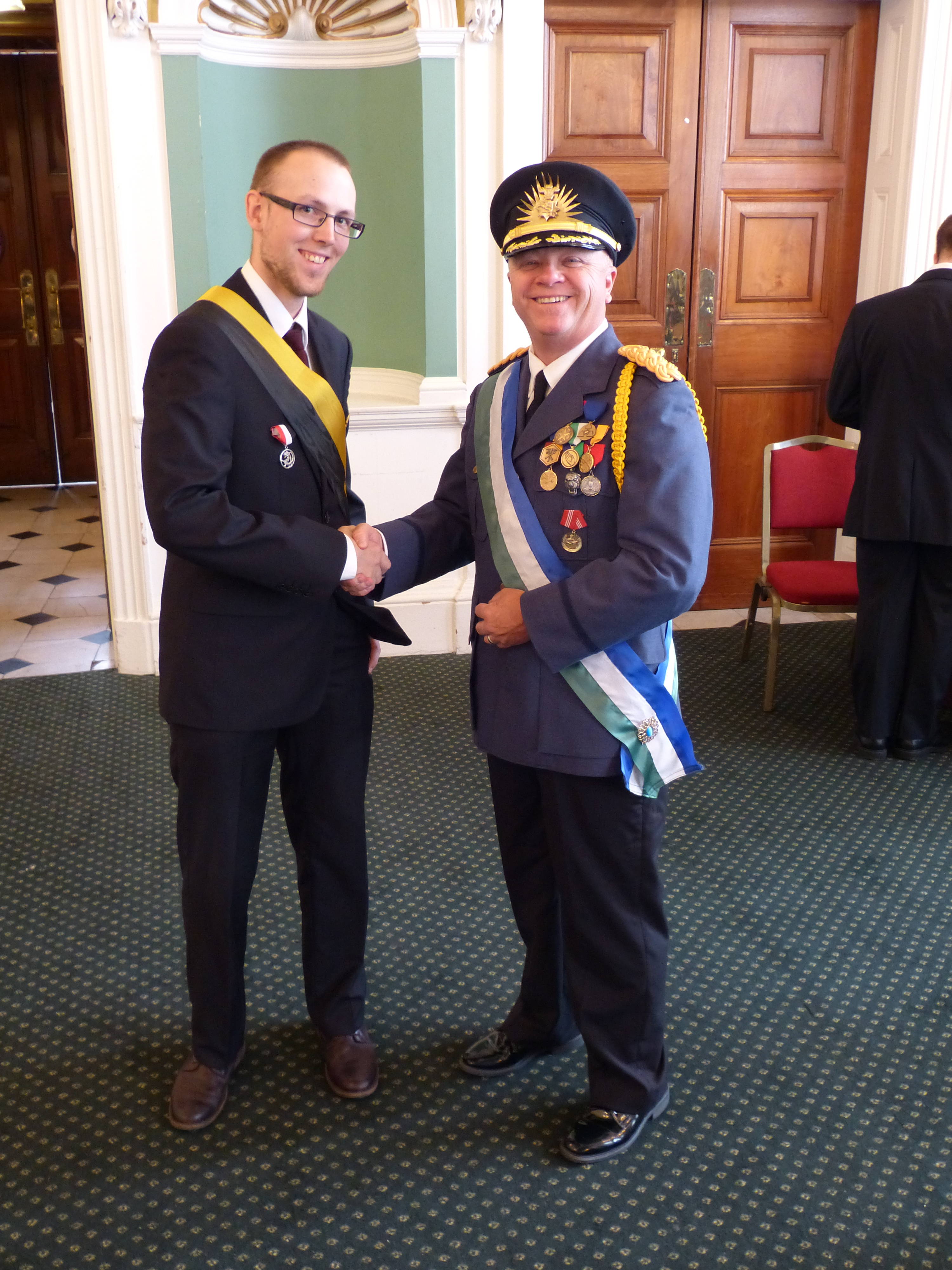
2012年7月15日、ロンドンのPolination Micronational Conferenceにて、モロッシア共和国のKevin Baughとともに写るNiels Vermeersch
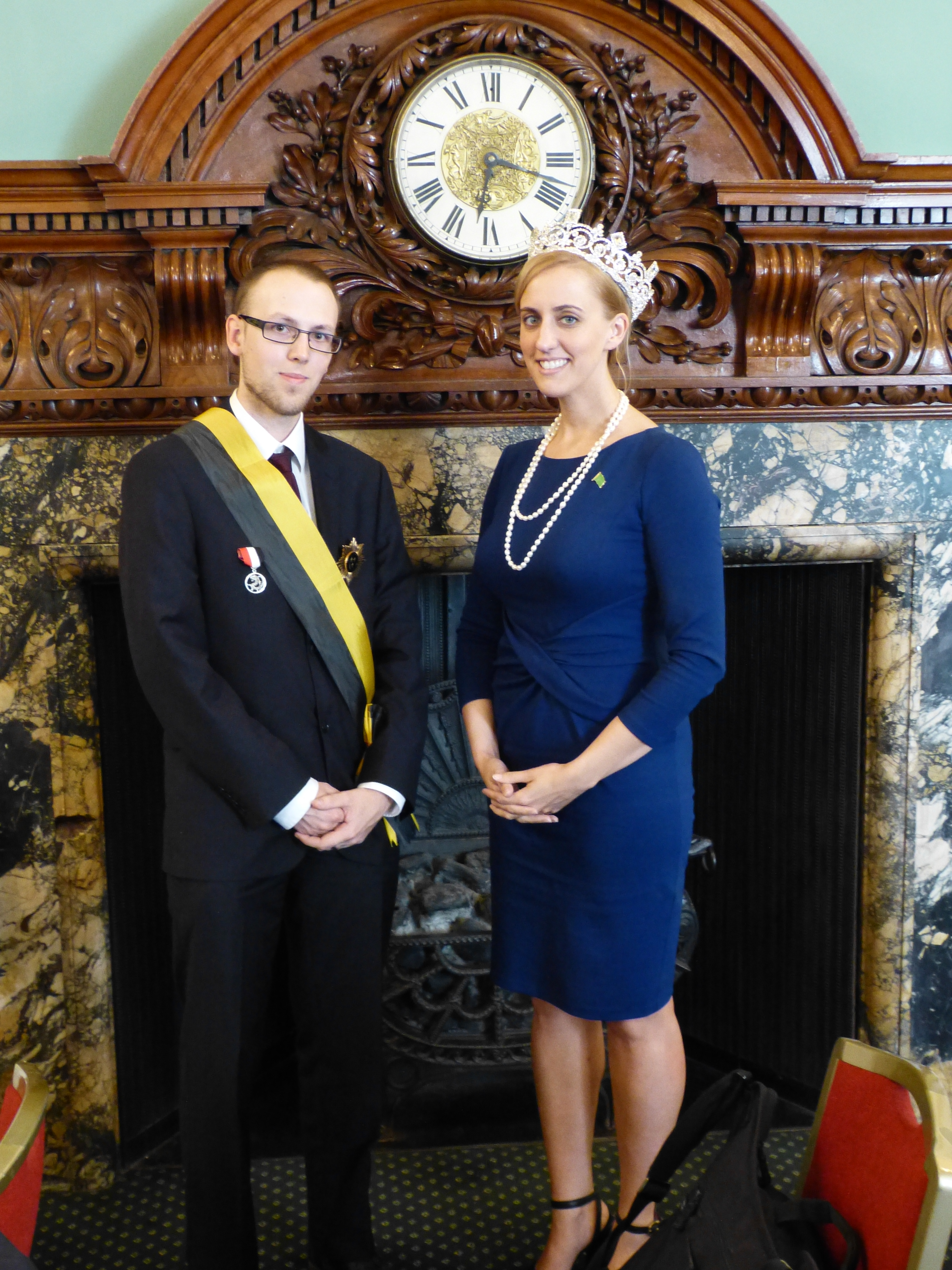
2012年7月15日、ロンドンのPolination Micronational Conferenceにて、ラドニアのCarolyn女王とともに写るNiels Vermeersch
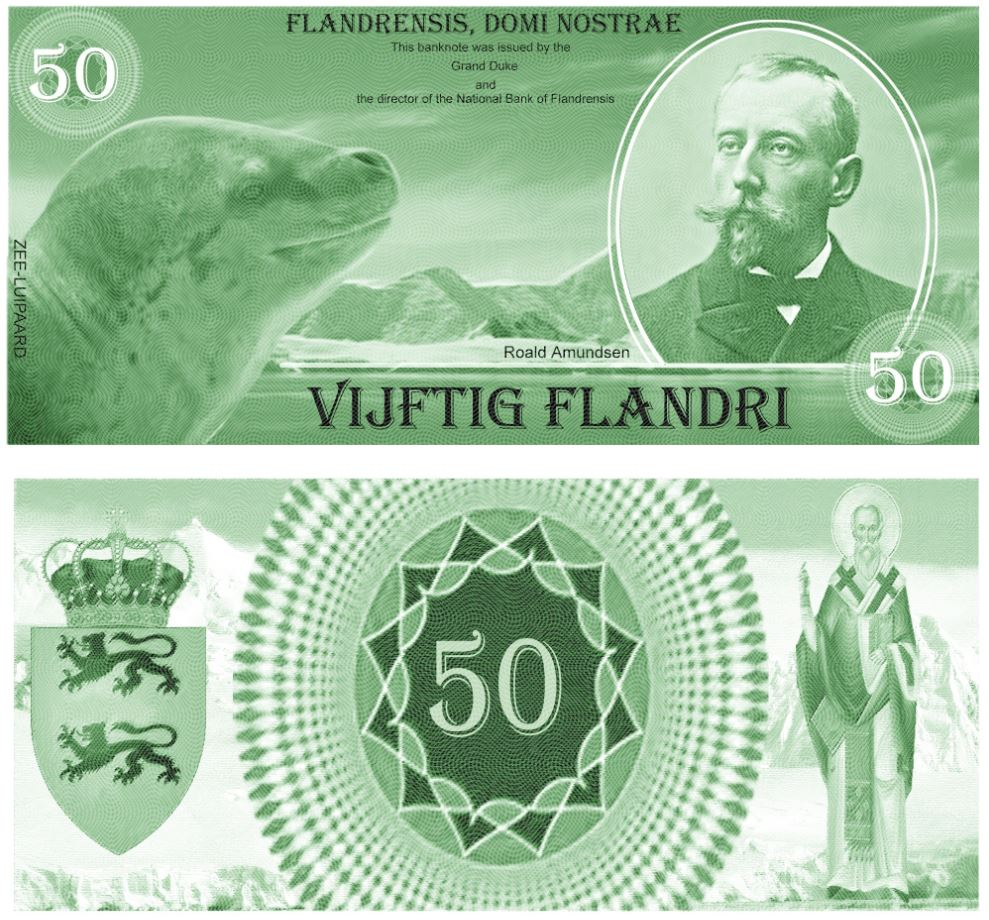
50 Flandri 紙幣